# دولت‌های باستانی مردم تاجیک
- فهرست دولت‌های باستانی مردم تاجیک

| نام دولت/پایتخت                      | شاه(ان)                               | سال‌های حکومت                                        | حدود مرزها                                                    |
| ------------------------------------ | ------------------------------------- | --------------------------------------------------- | ------------------------------------------------------------- |
| باکترا (باختر)، بلخ                  |                                       | قرن نهم تا ششم پیش از میلاد                         | مرکز و جنوب تاجیکستان، ازبکستان کنونی و شمال افغانستان        |
| سغد، سمرقند                          |                                       | قرن نهم تا ششم پیش از میلاد                         | حدود زرافشان و قشقه‌دریا                                       |
| خوارزم، کیات                         |                                       | قرن نهم تا ششم پیش از میلاد                         | شمال ازبکستان، ریزشگاه آمودریا، غرب قرقیزستان کنونی           |
| فرغانه                               |                                       | قرن دوم تا یکم پیش از میلاد                         | فرغانه                                                        |
| کیرپاد                               |                                       | قرن دوم تا یکم پیش از میلاد                         | شمال‌غربی چین                                                  |
| هخامنشیان، تخت جمشید                 | کوروش بزرگ، کمبوجیه، داریوش بزرگ و... | سال‌های ۵۵۰ – ۳۳۰ پیش از میلاد                       | ایران، آسیای کوچک و آسیای مرکزی، شمال افغانستان و شمال‌غرب هند |
| اشکانیان، نسا                        | ارشک و...                             | از سال ۲۵۰ پ. م. تا ۲۲۴ میلادی                      | ایران، غرب آسیای مرکزی، شمال افغانستان و هندوستان             |
| یونان باختر، بلخ                     | دیودوت و...                           | سال‌های ۲۵۶ تا ۱۲۰ میلادی                            | آسیای مرکزی، شما غربی هندوستان و افغانستان                    |
| شاهنشاهی کوشان، پیشاور               | کوجوله کادفیز و...                    | سال‌های ۶۰ تا ۳۷۵ میلادی                             | آسیای مرکزی، افغانستان و هندوستان، شمال‌غرب چین                |
| ساسانیان، تیسفون و شوش               | اردشیر بابکان و...                    | سال‌های ۲۲۴ تا ۶۵۱ میلادی                            | ایران، آسیای مرکزی، افغانستان، جنوب قفقاز                     |
| هپتالیان                             | هوش‌نواز و...                          | سال‌های ۴۲۰ تا ۵۶۷ میلادی                            | آسیای مرکزی، ترکستان شرقی، افغانستان و هند                    |
| خلفای عرب (خلفای اموی و خلفای عباسی) |                                       | سال‌های ۶۶۱ تا ۷۵۰ میلادی و ۷۵۰ تا ۱۲۵۸ میلادی عباسی | ایران، آسیای مرکزی و افغانستان                                |